# Polarimetria
A polarimetria analitikai eljárás, ami során lineárisan polarizált fényt vezetnek át egy optikailag aktív közegen, és mérik a fény polarizációs síkjának elfordulási szögét.
Az elnevezés a görög polosz (πόλος) ill. latin polus (sark, sarok) és a görög metron (μέτρον = mérték) összetételéből származik.
Az optikai forgatóképesség csak az aszimmetriás anyagok sajátossága. Kristályos szilárd anyagoknál a kristály asszimmetriája okozza.
Ha a forgatás iránya az óramutató járásával egyezik, akkor jobbraforgatónak, ha ellentétes, akkor balraforgatónak hívjuk.
A polarimetriás mérés hibahatára 1%-on belül van.
Főleg biológiában és kémiában használatos pl. a cukoroldat koncentrációjának meghatározására és mérésére.

## Alkalmazási terület
- minőségi elemzés: optikailag aktív anyagok sztereoizomerjeinek felismerése,
- mennyiségi: cukrok és keményítőtartalom meghatározása, fehérjék, gyógyszerek, éteres olajok vizsgálata,
- szerkezet: széntartalmú vegyületeknél.